# Буркардрот
Буркардрот (нім. Burkardroth) — громада в Німеччині, розташована в землі Баварія. Підпорядковується адміністративному округу Нижня Франконія. Входить до складу району Бад-Кіссінген.
Площа — 69,11 км2. Населення становить 7485 ос. (станом на 31 грудня 2020).